# Maximilian Scheer
Maximilian Scheer (* 22. April 1896 als Walter Schlieper in Haan, Rheinland; † 3. Februar 1978 in Ost-Berlin) war ein deutscher Journalist und Schriftsteller.

## Leben
Walter Schlieper war der Sohn eines Schmieds und einer Bäuerin. Nach dem Besuch der Volksschule übte er verschiedene Tätigkeiten, vor allem als Büroangestellter, aus. Nachdem er kurz als Soldat am Ersten Weltkrieg teilgenommen hatte, war er u. a. in leitender Funktion in einem Stahlwerk im Ruhrgebiet, als Büroleiter einer Metallwarenhandlung in Köln und Ende der 1920er Jahre in der Leitung eines sowjetischen Exportunternehmens in Deutschland tätig. Schlieper besuchte als Gasthörer an der Universität Köln Vorlesungen in Völkerkunde, Theaterwissenschaft und Literaturgeschichte. Er war Mitbegründer der literarischen Vereinigung „Oktobergruppe“ und lieferte journalistische Beiträge und Theaterkritiken für diverse deutsche Zeitungen wie den Berliner Börsen-Courier. Nach der Machtergreifung der Nationalsozialisten emigrierte er im März 1933 nach Paris.
In Frankreich legte sich Schlieper das Pseudonym Maximilian Scheer zu. In Paris war Scheer von 1933 bis 1936 Mitarbeiter der von dem gleichfalls emigrierten Sándor Radó gegründeten Presseagentur INPRESS und lieferte Beiträge für die Exilzeitungen Neue Weltbühne, die französische Ausgabe des ursprünglich nur in Prag erscheinenden Gegen-Angriffs, das Pariser Tageblatt / Pariser Tageszeitung und weitere Organe der deutschen Exilpresse, aber auch für französische Zeitungen. Er engagierte sich im antifaschistischen Widerstand und wirkte mit an der 1936 erschienenen Dokumentation Das deutsche Volk klagt an.
Nach Beginn des Zweiten Weltkriegs wurde er im September 1939 von den französischen Behörden verhaftet und durchlief mehrere Internierungslager. Im Juli 1940 gelang ihm die Flucht über Marseille und Lissabon in die Vereinigten Staaten.
Scheer lebte während seines amerikanischen Exils in New York, wo er Mitarbeiter der Overseas News Agency war und für deutschsprachige amerikanische und Exilzeitschriften schrieb. Ab 1944 gehörte er dem „Council for a Democratic Germany“, dem Versuch eines breiten Bündnisses der deutschen Emigranten in den Vereinigten Staaten, an. 1947 kehrte Scheer nach Deutschland zurück.
Maximilian Scheer ließ sich in der Sowjetischen Besatzungszone nieder, wo er von November 1947 bis September 1949 als  Chefredakteur der von Alfred Kantorowicz herausgegebenen Zeitschrift Ost und West mit dem Untertitel Beiträge zu kulturellen und politischen Fragen der Zeit wirkte, die von Juli 1947 bis Dezember 1949 erschien. Anschließend leitete er bis 1952 die Hauptabteilung „Künstlerisches Wort“ des Berliner Rundfunks und des Deutschlandsenders. Ab 1952 arbeitete er als freier Journalist und Schriftsteller. Während der 1950er und 1960er Jahre führten ihn ausgedehnte Reisen wiederholt in die arabischen Länder, nach Ostafrika und nach Kuba; seine Reisen waren Grundlage für zahlreiche Bände mit Reportagen.
Maximilian Scheer verfasste neben seinen Reportagen auch erzählerische Werke und Hörspiele. Er war seit 1951 Mitglied des ostdeutschen PEN-Zentrums, er gehörte dem Friedensrat der DDR an, war Präsidiumsmitglied der Liga für Völkerfreundschaft und Mitglied der Deutsch-Arabischen Gesellschaft. 1956 erhielt er die Deutsche Friedensmedaille, 1962 einen Nationalpreis, 1965 die
Carl-von-Ossietzky-Medaille, 1966 den Orden „Stern der Völkerfreundschaft“, 1971 den Orden „Banner der Arbeit“, 1974 die Johannes-R.-Becher-Medaille sowie 1956 den Vaterländischen Verdienstorden in Silber und 1976 in Gold.

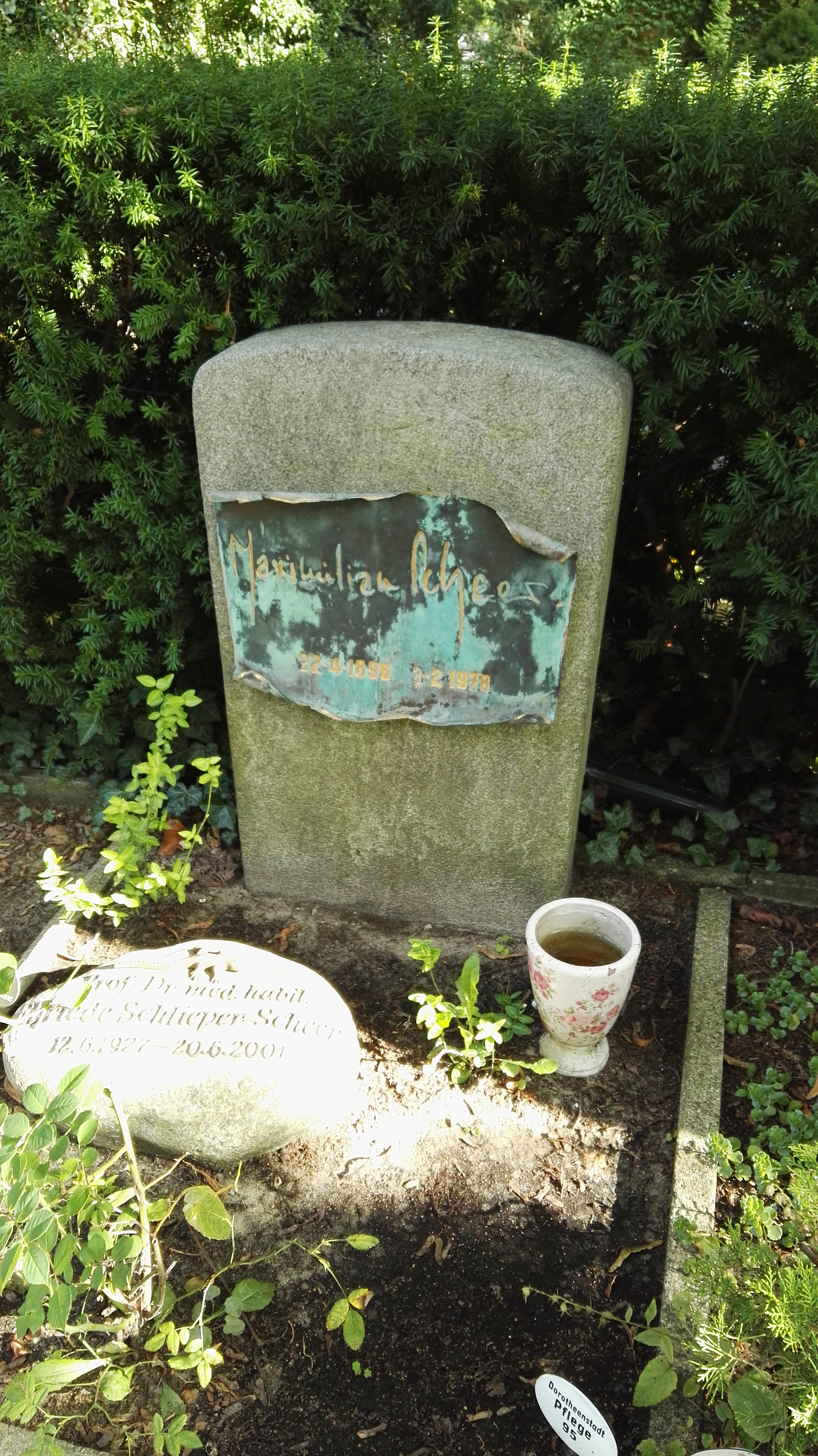
Grabstätte

Er ist auf dem Friedhof der Dorotheenstädtischen und Friedrichswerderschen Gemeinden in Berlin bestattet.

## Schriften
Monografien:
- Blut und Ehre. Unter Mitarbeit eines Kollektivs deutscher Antifaschisten. Vorwort von Emil Julius Gumbel. Herausgegeben vom Überparteilichen Deutschen Hilfsausschuß, Paris. Editions de Carrefour. Paris 1937.
- Fahrt an den Rhein. Berlin 1948.
- Begegnungen in Europa und Amerika. Berlin 1949.
- Mut zur Freiheit. Berlin-Treptow 1951.
- Guten Tag, Herr Nachbar … Berlin 1952.
- Lebenswege in unseren Tagen. Berlin 1952.
- Schwarz und Weiß am Waterberg. Schwerin 1952.
- Sechzehn Bund Stroh. Berlin 1953.
- Ethel und Julius. Berlin 1954.
- Spieler. Berlin 1955.
- Als Augenzeuge in Ägypten. Berlin 1956.
- Arabische Reise. Berlin 1957.
- Freunde über Rudolf Leonhard. Berlin 1958.
- mit Kurt Klingner: Länder am Nil. Leipzig 1958.
- Algerien. Berlin 1959.
- Der Frieden vor Gericht. Berlin 1959.
- Irak. Berlin 1959.
- Hassan und der Scheich. Berlin 1960.
- Abenteuer ernster Leute. Berlin 1961.
- Von Afrika nach Kuba. Berlin 1961.
- Die Vergeltung des Abdul Salem. Berlin 1962.
- Indische Tage und arabische Erzählungen. Berlin u. a. 1964.
- So war es in Paris. Berlin 1964.
- Das Verhör am Nil. Berlin 1969.
- Der Weg nach San Rafael. Berlin 1971.
- Ein unruhiges Leben. Berlin 1975.
- In meinen Augen. Berlin 1977.

Als Herausgeber und/oder Redakteur:
- (Anonym) Das deutsche Volk klagt an – Hitlers Krieg gegen die Friedenskämpfer in Deutschland. Ein Tatsachenbuch. Vorwort Romain Rolland. Redaktion Maximilian Scheer. Paris 1936
  - Erweiterte Neuauflage, Hrsg. Katharina Schlieper (Tochter Scheers), Laika, Hamburg 2012, ISBN 978-3-942281-20-1; Vorwort Romain Rolland der französischen Ausgabe von 1937 und aktuell Lionel Richard[2][3]
- Blut und Ehre. Unter Mitarbeit eines Kollektivs deutscher Antifaschisten. Vorwort von Emil Julius Gumbel. Herausgegeben vom Ueberparteilichen Deutschen Hilfsausschuss, Paris. Editions du Carrefour, Paris 1937
- Rudolf Leonhard: Rudolf Leonhard erzählt. Berlin 1955
- Rudolf Leonhard: Le Vernet. Berlin 1961
- Rudolf Leonhard: Segel am Horizont. Berlin 1963
- Rudolf Leonhard: Ein Leben im Gedicht. Berlin 1964
- Rudolf Leonhard: Der Weg und das Ziel. Berlin 1970
- George Jackson: Liebste Angela, erste unter Gleichen : Gefängnisbriefe. Berlin 1971

## Filmografie
- 1954: Lied der Ströme
- 1955: Hotelboy Ed Martin
- 1964: Er filmte auf 5 Kontinenten

## Hörspiele
- 1951: Der Hexenmeister – Regie: Werner Stewe (Deutschlandsender)